# Czerwikowate
Czerwikowate (Ciidae) – rodzina owadów z rzędu chrząszczy.